# 949 (číslo)
Devět set čtyřicet devět je přirozené číslo. Římskými číslicemi se zapisuje CMXLIX a řeckými číslicemi ϡμθ´. Následuje po čísle devět set čtyřicet osm a předchází číslu devět set padesát.

## Matematika
949 je:
- Čtrnáctiúhelníkové číslo
- Deficientní číslo
- Složené číslo
- Poloprvočíslo
- Nešťastné číslo

## Astronomie
- (949) Hel je planetka hlavního pásu, kterou objevil v roce 1921 Max Wolf
- NGC 949 je spirální galaxie v souhvězdí Trojúhelníku

## Roky
- 949
- 949 př. n. l.